# Angaïs
Angaïs – miejscowość i gmina we Francji, w regionie Nowa Akwitania, w departamencie Pyrénées-Atlantiques.
Według danych na rok 2015 gminę zamieszkiwało 876 osób, a gęstość zaludnienia wynosiła 145,5 osób/km².
| 1901 | 1962 | 1968 | 1975 | 1982 | 1990 | 1999 |
| ---- | ---- | ---- | ---- | ---- | ---- | ---- |
| 697  | 491  | 535  | 534  | 623  | 760  | 739  |